# 马克·富斯科
马克·富斯科（英語：Mark Fusco，1961年3月12日—），美国男子冰球运动员，场上位置是后卫。他曾代表美国国家队参加1984年冬季奥林匹克运动会冰球比赛，获得第7名。

## 家庭
弟弟斯科特·富斯科。